# Шешель, Ядранка
Ядранка Шешель (серб. Јадранка Шешељ, Jadranka Šešelj; род. 13 апреля 1960 г. в Подуево, САК Косово, СР Сербия, СФРЮ) — супруга лидера сербских националистов Воислава Шешеля, кандидат в президенты Сербии от Сербской радикальной партии на выборах 2012 года.

## Биография
Ядранка Шешель родилась в 1960 году в Подуево, третьим ребёнком в семье Павлович. Мать Оливера, родом из Блаца, была домохозяйкой, а отец Вучин, родом из-под Прокупле, был медицинским работником. Сначала семья Павлович жила в Приштине, но позже перебралась в Белград.
6 апреля 2012 года Председательствующая коллегия Сербской Радикальной Партии утвердила Ядранку Шешель как кандидата от Сербской Радикальной Партии на президентских выборах 6 мая. Ядранку Шешель в качестве кандидата на пост Президента предложил вице-председатель СРС Александр Мартинович, ранее чаще всех упоминавшийся как возможный кандидат от радикалов.
«Сербии нужен хозяин, который будет о ней заботиться, готовый пожертвовать собой ради неё, как заботится о своей семье и жертвует собой ради неё Ядранка Шешель», — заявила Председательствующая коллегия СРС.
6 апреля 2012 года в Русском доме Ядранка Шешель представила свою первую книгу «Верна породици, верна Србији».
Ядранка Шешель считает, что Сербия должна подключиться к Таможенному союзу России, Беларуси и Казахстана и стать частью Единого экономического пространства. По её мнению единственной перспективой в сфере экономики является сотрудничество с Россией. Среди первоочередных экономических действий Сербии в случае своего избрания на высший пост в стране супруга Воислава Шешеля назвала расторжение договорённостей с МВФ, введение сверхналога для иностранных банков, «реализацию русского кредита в инфраструктуру и построение Южного Потока через Сербию».